# Michel Marella
Michel Marella (né le 28 septembre 1946 à Grasse dans les Alpes-Maritimes) est un joueur de football français, qui évoluait au poste d'attaquant et de milieu de terrain.

## Biographie
Michel Marella évolue au niveau professionnel avec le Paris Saint-Germain et l'AS Cannes.
Il joue six matchs en Division 1, inscrivant deux buts, et 45 matchs en Division 2, marquant 11 buts.
Le 6 janvier 1974, il inscrit avec le PSG un triplé en Coupe de France, sur la pelouse du Havre. Il est demi-finaliste de la Coupe de France en 1975 avec le club parisien.
Il inscrit neuf buts en Division 2 avec le club de l'AS Cannes lors de la saison 1975-1976. Lors de cette saison, il est l'auteur d'un doublé contre Béziers, puis inscrit un nouveau doublé sur la pelouse de Nevers.